# Palais des Nations
Das Palais des Nations (deutsch Völkerbundpalast) ist ein zwischen 1929 und 1938 gebauter Gebäudekomplex im Ariana-Park in der Schweizer Stadt Genf, der von 1933 bis zur Auflösung des Völkerbundes im Jahr 1946 der Hauptsitz dieser Institution war. Von der Gründung des Völkerbundes im Jahr 1920 bis zum Umzug in das Palais des Nations befand sich der Sitz des Völkerbundes im Genfer Palais Wilson, das auch nach 1936 weiterhin vom Völkerbund genutzt wurde und gegenwärtig als Sitz des Hohen Kommissars der Vereinten Nationen für Menschenrechte (UNHCHR) fungiert. Das Palais des Nations wurde nach der Gründung der Vereinten Nationen (UN) als faktischer Nachfolgeinstitution des Völkerbundes von den UN weitergenutzt und steht seit dem 1. August 1946 in deren Eigentum. Seit 1966 ist das Palais des Nations der europäische Hauptsitz der Vereinten Nationen (Büro der Vereinten Nationen in Genf) und weltweit der zweitwichtigste Sitz der UN nach dem Hauptquartier in New York.
Jährlich finden im Genfer Hauptquartier der Vereinten Nationen etwa 8.000 Treffen statt, davon ca. 600 grössere Konferenzen. Einige Bereiche sind durch Führungen für Besucher zugänglich. Diese Möglichkeit wird jährlich von etwa 100.000 Menschen genutzt.

## Geschichte des Palais des Nations

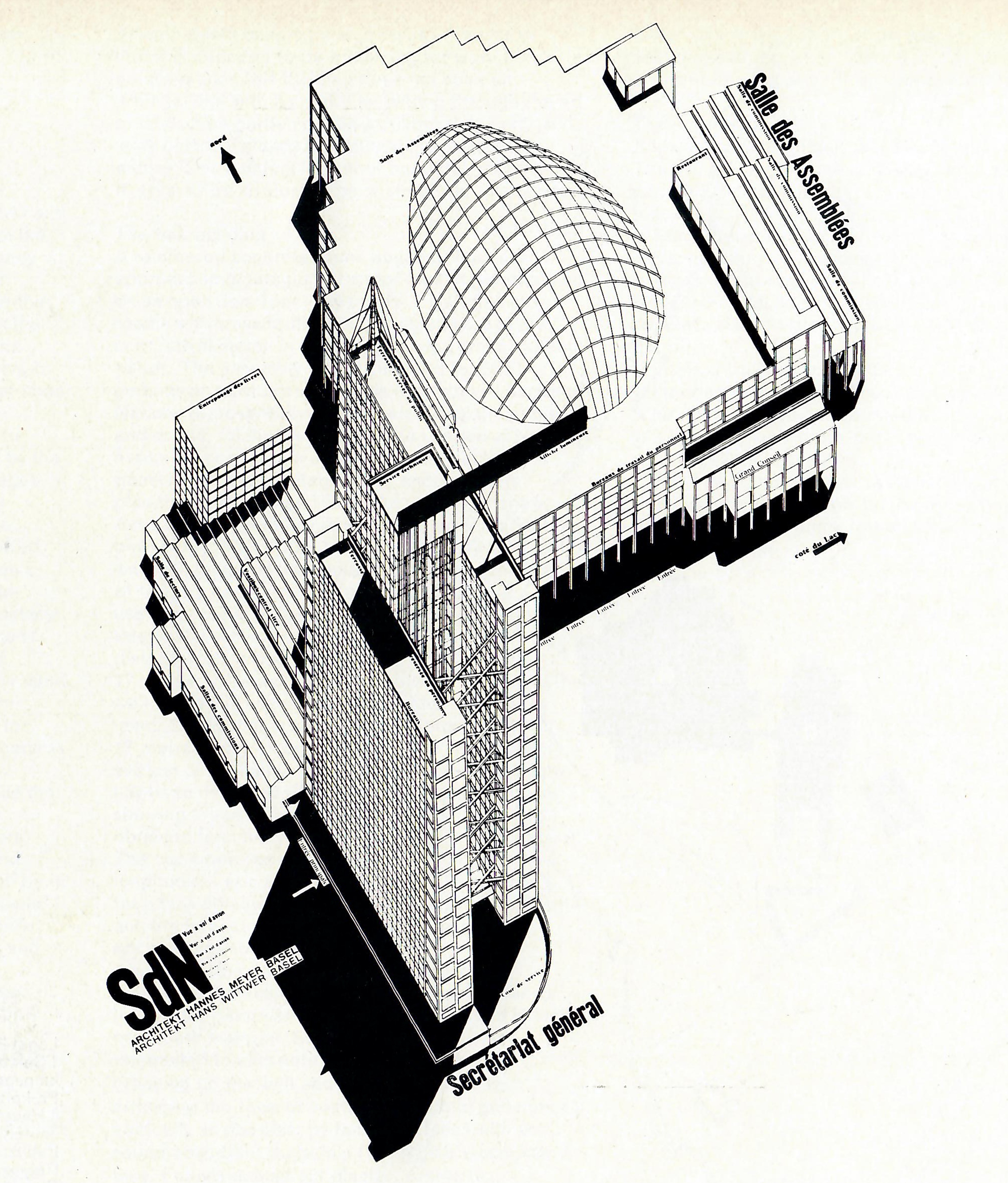
Hannes Meyer Axonometrische Ansicht für den Wettbewerb "Völkerbund", Vorstudie (1926)

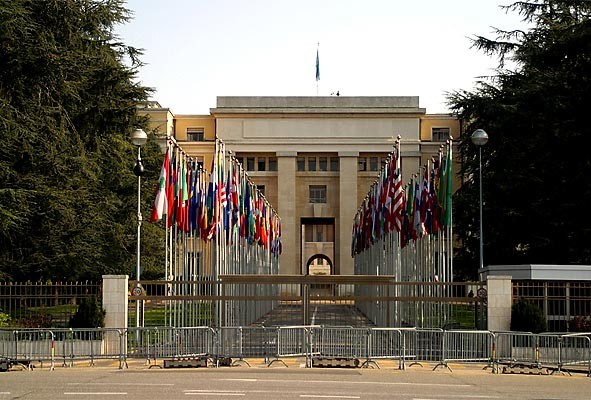
Haupteingang mit den Flaggen der UN-Staaten

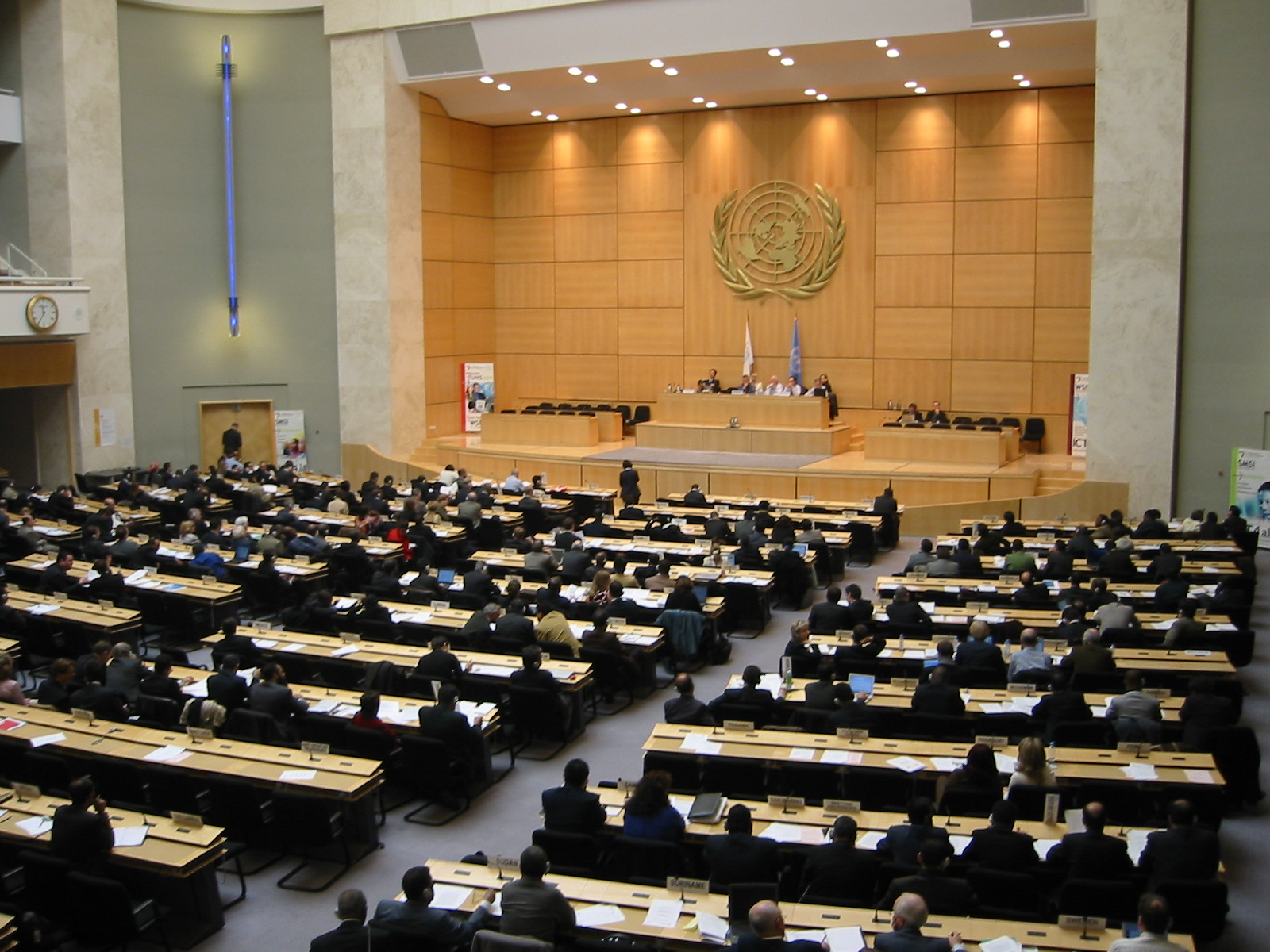
Der Plenarsaal des Palais des Nations (2005)

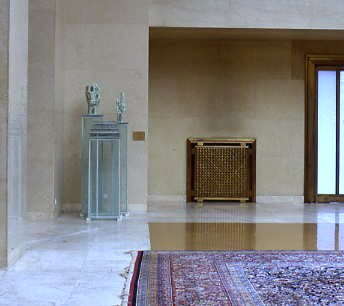
Installation von Clemens Weiss im Palais des Nations

Nach der Gründung des Völkerbundes am 10. Januar 1920 wurde zur Errichtung des Palais des Nations 1926 ein Architektenwettbewerb ausgeschrieben. Es gelang jedoch der dafür vorgesehenen Jury nicht, aus den 377 eingereichten Vorschlägen einen Sieger auszuwählen. Zur Lösung wurden aus dem Kreis der Teilnehmer die Architekten Carlo Broggi aus Italien, Julien Flegenheimer aus der Schweiz, Camille Lefèvre und Henri-Paul Nénot aus Frankreich sowie József Vágó aus Ungarn damit beauftragt, einen gemeinsamen Entwurf auszuarbeiten. Der Wettbewerb und sein Ergebnis führten zwischen den Vertretern der Moderne (u. a. Hannes Meyer) und denen einer traditionelleren Architekturauffassung zum ersten grösseren Konflikt in der Schweiz, nachdem die Vertreter der Moderne, namentlich der Teilnehmer Le Corbusier den konservativen Entwurf kritisierten. Nach der Grundsteinlegung am 7. September 1929 wurde auf diesem Vorschlag basierend das Gebäude im Stil des reduzierten Klassizismus gebaut. 1933 zog das Sekretariat des Völkerbundes in die fertiggestellten Teile des Baus, und 1936 folgte ihm der Grossteil des Völkerbunds aus seinem vorherigen Sitz in das im Wesentlichen fertiggestellte Gebäude. Die Innenbauarbeiten wurden jedoch noch bis ins Jahre 1938 fortgesetzt. Die Inneneinrichtung besteht noch heute grösstenteils aus gespendeten Materialien der Mitgliedsländer des Völkerbundes. Unter dem Grundstein des Gebäudes befindet sich eine Kapsel, die unter anderem eine Liste aller Mitglieder des Völkerbundes, eine Kopie von dessen Gründungsakte und Münzen aller Mitgliedsländer enthält.
Nach der Übergabe des Gebäudes an die 1945 als Nachfolgeinstitution des Völkerbundes gegründeten Vereinten Nationen wurde der Komplex mehrfach erweitert. Von 1950 bis 1952 wurde das Gebäude K um drei zusätzliche Stockwerke ausgebaut und das Gebäude D als vorübergehender Sitz der Weltgesundheitsorganisation (WHO) erbaut. Von 1968 bis 1973 wurde zudem das markante, 37 m hohe Gebäude E als Konferenzzentrum neu errichtet. Einschliesslich dieser Erweiterungen ist der Komplex im derzeitigen Umfang etwa 600 Meter lang und enthält 34 Konferenzräume sowie ca. 2.800 Büros. Das Gebäude beherbergt unzählige Skulpturen, Gemälde und Artefakten, gespendet von den Mitgliedstaaten der UN. Aus dem deutschsprachigen Raum befinden sich u. a. die Wandinstallation Vom Schatten ins Licht des Künstlers Günther Uecker (1978 – Geschenk der BRD) im Gebäude E, die Installation Skulptur Regarding Non-Proliferation of Nuclear Weapon des Künstlers Clemens Weiss (1996 – Geschenk der BRD) (vor dem Eingang des Salle du Conseils, welcher heutzutage von der Abrüstungskonferenz benutzt wird) und das Wandbild des Schweizer Künstlers Hans Erni am Eingang des Geländes am Place des Nations (2009 – Geschenk der Schweiz). Ab Januar 2018 wird der Gebäudekomplex im Rahmen des Strategic Heritage Plans renoviert sowie teilweise um- und ausgebaut. Im Mai 2021 wurde der Neubau des Bürogebäudes H fertiggestellt, die weiteren Bauarbeiten sollen im Oktober 2024 abgeschlossen sein.

## Der Ariana-Park

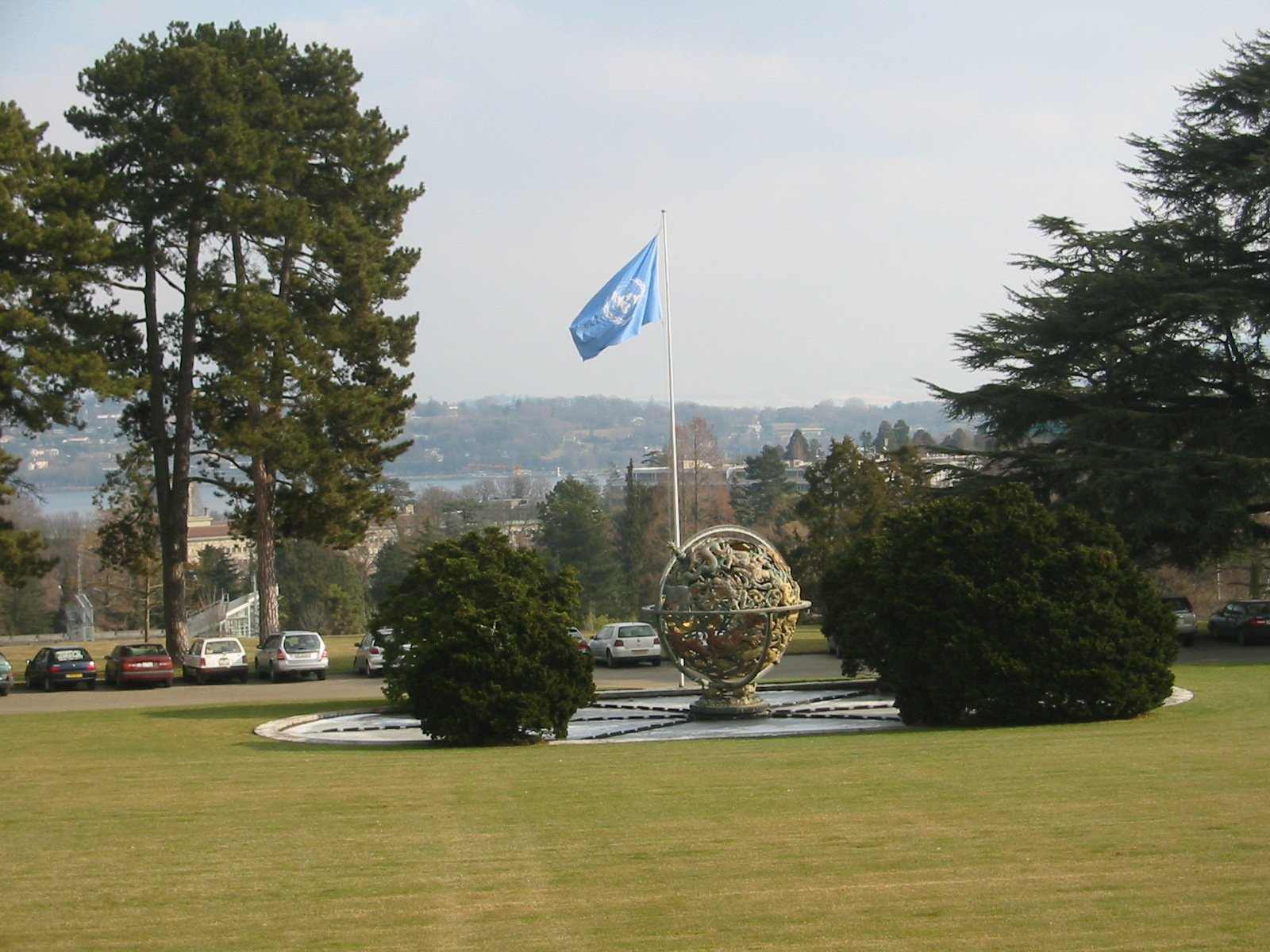
Blick vom Palais des Nations zum See: Himmelsglobus und UN-Flagge im Ariana-Park

Das Palais des Nations befindet sich im Genfer Ariana-Park in der Avenue de la Paix. Das Gebäude bietet Aussicht auf den Genfersee und die französischen Alpen. Der Park, ursprünglich im Besitz der Genfer Familie Revilliod de Rive, wurde der Stadt im Jahr 1890 von Gustave Revilliod vererbt, unter anderem unter der Massgabe, dass er auf dem Gelände beerdigt werde und der Park für die Öffentlichkeit frei zugänglich sei. Der Park ist mittlerweile aufgrund von Sicherheitsauflagen nicht mehr öffentlich zugänglich, die anderen Vorgaben Revilliods werden hingegen bis heute erfüllt. Die Stadt Genf stellt den Park den Vereinten Nationen zur Verfügung, solange diese existieren.
Zum Park gehören ferner die Villa la Fenêtre, die Villa le Bocage und die Villa la Pelouse aus dem 19. Jahrhundert, die ursprünglich privat genutzt wurden. Die Villa la Fenêtre ist heute Sitz des Generaldirektors des Genfer UN-Sitzes, während die Villa le Bocage und die Villa la Pelouse als Bürogebäude genutzt werden. Im Park befindet sich darüber hinaus ein kleines Chalet aus dem Jahre 1668, welches aus dem Wallis hierhin transportiert wurde.

## Umgebung
Das Palais befindet sich im Quartier Nations, welches zahlreiche internationale Organisationen und Missionen beherbergt, u. a. WHO, ILO, WIPO, ITU. Direkt gegenüber auf der anderen Strassenseite des Palais befindet sich das Hauptquartier des Internationalen Komitees vom Roten Kreuz (IKRK) sowie das Internationale Rotkreuz- und Rothalbmondmuseum.